# Dominique Delouche
Pour les articles homonymes, voir Delouche.
Dominique Delouche, né le 9 avril 1931 à Paris, est un réalisateur français.

## Biographie
Après des études aux Beaux-Arts et une formation musicale (piano et chant classique), Dominique Delouche rencontre Federico Fellini dont il devient l'assistant pour trois films : Il Bidone, Les Nuits de Cabiria et La Dolce Vita.
De 1960 à 1967, il produit et réalise des courts métrages. Il passe ensuite à la réalisation de longs métrages : Vingt-quatre heures de la vie d'une femme (1968, sélection officielle du Festival de Cannes 1968), L'Homme de désir (1971, prix Max-Ophüls) et Divine (1975) avec Danielle Darrieux. Il met aussi en scène, crée des décors et des costumes pour l'Opéra de Paris et le Festival d'Aix-en-Provence : Werther, Le Roi malgré lui (1978), Didon et Énée (1972).
En 1970, il monte et filme pour la télévision française l'opéra La Voix humaine (texte de Jean Cocteau et musique de Francis Poulenc, direction de Georges Prêtre), l'actrice étant la créatrice du rôle en 1959, la cantatrice Denise Duval, avec qui il filmera en 1998 une leçon d'interprétation de cette même Voix humaine, Denise Duval, ou la Voix retrouvée.
À partir de 1980, Dominique Delouche se consacre aux films sur la danse, avec comme optique la transmission du savoir des plus grandes figures du ballet du XXe siècle.
En 2008, la Lincoln Center Film Society a consacré à Dominique Delouche un hommage pour « l'ensemble de son œuvre ».
Il est chevalier dans l'ordre des Arts et des Lettres.

## Filmographie

### Cinéma
| Année     | Genre              | Titre                                                                                   | Acteurs principaux | Note |
| --------- | ------------------ | --------------------------------------------------------------------------------------- | --- | --- |
| 1955      | long métrage       | Il bidone                                                                               | Broderick Crawford, Richard Basehart, Giulietta Masina | 2e assistant réalisateur                                                                                           |
| 1957      | long métrage       | Les Nuits de Cabiria (Le notti di Cabiria)                                              | Giulietta Masina, François Périer | 1er assistant réalisateur, assistant de production, acteur (le prêtre avec le drapeau - non créditée au générique) |
| 1957      | long métrage       | Barrage contre le Pacifique (This Angry Age)                                            | Silvana Mangano, Anthony Perkins, Jo Van Fleet | 2e assistant réalisateur                                                                                           |
| 1959      | court métrage      | Béatrice ou la servante folle                                                           | Valentina Cortese, Valeria Ciangottini | режиссёр |
| 1960      | long métrage       | La dolce vita                                                                           | Marcello Mastroianni, Anita Ekberg, Anouk Aimée | 1er assistant réalisateur                                                                                          |
| 1960      | série TV doc.      | Fellini (documentaire)                                                                  | Dominique Delouche, Federico Fellini, Giulietta Masina | lui-même |
| 1960      | court métrage doc. | Le spectre de la danse                                                                  | Nina Vyroubova, Serge Lifar, Attilio Labis, Youly Algaroff, Serge Golovine, Yves Brieux                                                                      | réalisateur et scénariste                                                                                          |
| 1961      | court métrage doc. | Maurice Gendron : la métamorphose du violoncelle                                        | Maurice Gendron | réalisateur |
| 1962      | court métrage doc. | La Messe sur le monde                                                                   | | réalisateur et scénariste                                                                                          |
| 1962      | court métrage doc. | Edith Stein                                                                             | Edith Stein | réalisateur |
| 1963      | court métrage doc. | L'Adage                                                                                 | Nina Vyroubova, Attilio Labis | réalisateur |
| 1964—1966 | série TV doc.      | Chroniques de France, 1964 : épisode Cendrillon aux Champs-Élysées, 1966: épisode Three | Agnès Varda, Tessa Beaumont, Geraldine Chaplin | réalisateur |
| 1965      | moyen métrage      | Le Mime Marcel Marceau                                                                  | Marcel Marceau | réalisateur |
| 1966      | court métrage doc. | Aquarelle                                                                               | | réalisateur |
| 1966      | court métrage doc. | Avec Claude Monet                                                                       | Daniel Gélin | réalisateur et scénariste                                                                                          |
| 1967      | court métrage doc. | Dina chez les rois                                                                      | Arletty (voix) | réalisateur et scénariste                                                                                          |
| 1967      | court métrage doc. | But                                                                                     | | réalisateur, cadreur et scénariste                                                                                 |
| 1968      | long métrage       | Vingt-quatre Heures de la vie d'une femme                                               | Danielle Darrieux, Robert Hoffmann, Romina Power | réalisateur et scénariste                                                                                          |
| 1969      | long métrage       | L'Homme de désir                                                                        | Eric Laborey, Emmanuelle Riva, François Timmerman | réalisateur et scénariste                                                                                          |
| 1971      | film doc.          | La Voix humaine                                                                         | Denise Duval | réalisateur |
| 1973      | téléfilm           | Opéra pour Baudelaire                                                                   | Ludmila Mikaël, Martine Chevallier | réalisateur |
| 1974      | court métrage doc. | La Mort du jeune poète                                                                  | Dominique Leverd (voix) | réalisateur, producteur et scénariste                                                                              |
| 1975      | long métrage       | Divine                                                                                  | Danielle Darrieux, Jean Le Poulain | réalisateur |
| 1979      | série TV           | Le Petit Théâtre d'Antenne 2, 1979 : épisode 1 Achats de Noël                           | André Dussollier, Danièle Lebrun | réalisateur |
| 1978      | téléfilm           | Werther                                                                                 | Alain Vanzo, Francine Arrauzau, Danièle Chlostowa | réalisateur |
| 1979      | téléfilm           | Le Triomphe de l'amour                                                                  | Michel Aumont, Fanny Delbrice, Raymond Aquaviva | chef décorateur |
| 1979      | court métrage doc. | La Dame de Monte-Carlo                                                                  | Edith Stockhausen | réalisateur |
| 1980      | long métrage       | Le Voyage en douce                                                                      | Dominique Sanda, Geraldine Chaplin | acteur (l'homme dans le musée)                                                                                     |
| 1982      | court métrage doc. | Aurore                                                                                  | Rosella Hightower, Élisabeth Platel | réalisateur |
| 1982      | court métrage doc. | Pas à pas                                                                               | Patrick Dupond, John Neumeier | réalisateur |
| 1982      | téléfilm           | Petrouchka, journal d'une chorégraphie                                                  | Patrick Dupond, John Neumeier | réalisateur |
| 1983      | court métrage doc. | Le Cygne                                                                                | Yvette Chauviré, Dominique Khalfouni | réalisateur |
| 1983      | série TV           | Le Grand Échiquier, 1983 : épisode 1 Cocteau vivant                                     | | réalisateur et scénariste                                                                                          |
| 1984      | court métrage doc. | Autour de la Sylphide                                                                   | Ghislaine Thesmar, Michaël Denard, Pierre Lacotte, Yannick Stephant                                                                                          | réalisateur |
| 1985      | court métrage doc. | Leçon de ténèbres                                                                       | Maya Plisetskaya | réalisateur |
| 1985      | long métrage doc.  | Le Spectre de la danse                                                                  | Nina Vyroubova, Serge Lifar, Attilio Labis | réalisateur |
| 1986      | téléfilm           | Commedia dell'arte                                                                      | Patrick Dupond, Élisabeth Platel, Florence Clerc, Monique Loudières                                                                                          | réalisateur |
| 1987      | téléfilm           | Hommage à Serge Lifar                                                                   | Marcia Haydée, Isabelle Guérin | réalisateur |
| 1988      | long métrage doc.  | Yvette Chauviré — Une étoile pour l'exemple                                             | Yvette Chauviré, Dominique Khalfouni, Élisabeth Maurin, Isabelle Guérin, Marie-Claude Pietragalla, Monique Loudières, Florence Clerc                         | réalisateur, producteur et scénariste                                                                              |
| 1989      | téléfilm           | La Fille mal gardée                                                                     | Isabelle Hermann, James Amar, Jean-Paul Gravier | réalisateur |
| 1989      | long métrage doc.  | Katia et Volodia                                                                        | Ekaterina Maximova, Vladimir Vassiliev, Éric Vu-An, Galina Ulanova, Élisabeth Maurin                                                                         | réalisateur, chef monteur et scénariste                                                                            |
| 1991      | court métrage doc. | Lueur d'étoile                                                                          | | réalisateur |
| 1991      | long métrage doc.  | Comme les oiseaux...                                                                    | Patrick Dupond, Monique Loudières, Cyril Atanassoff, Yvette Chauviré, Jerome Robbins, Violette Verdy, Manuel Legris, Jiří Kylián, Vladimir Vassiliev         | réalisateur |
| 1996      | long métrage doc.  | Les Cahiers retrouvés de Nina Vyroubova                                                 | Nina Vyroubova, Cyril Atanassoff, Isabelle Ciaravola, Valéry Colin, Muriel Hallé, Attilio Labis, Milorad Miskovitch, Delphine Moussin, Yann Saïz             | réalisateur |
| 1997      | long métrage doc.  | Serge Peretti, le dernier italien                                                       | Serge Peretti, Nicolas Le Riche, Yvette Chauviré, Claude Bessy, Cyril Atanassoff, Jean-Yves Lormeau, Emmanuel Thibault                                       | réalisateur |
| 1998      | téléfilm           | Irène Aïtoff, la grande mademoiselle                                                    | Irène Aïtoff, Gabriel Bacquier, Jane Berbié, Mireille Delunsch                                                                                               | réalisateur |
| 1999      | téléfilm           | Denise Duval revisitée, ou La "Voix" retrouvée                                          | Denise Duval, Sophie Fournier, Alexandre Tharaud | réalisateur et scénariste                                                                                          |
| 2000      | long métrage doc.  | Maïa                                                                                    | Maya Plisetskaya, Maurice Béjart, Vladimir Vassiliev | réalisateur, producteur et scénariste                                                                              |
| 2001      | téléfilm           | Markova, la légende                                                                     | Alicia Markova, Élisabeth Platel, Laetitia Pujol, Myriam Ould-Brahm, Émilie Cozette, Nolwenn Daniel, Laurence Laffon, Hervé Moreau                           | réalisateur |
| 2001      | long métrage doc.  | Violette et Mister B.                                                                   | Violette Verdy, Nicolas Le Riche, Elisabeth Platel, Isabelle Guérin, Vladimir Malakhov, Lucia Lacarra, Monique Loudières, Elisabeth Maurin, Margaret Illmann | réalisateur |
| 2005      | long métrage doc.  | Serge Lifar musagète                                                                    | Serge Lifar, Nina Vyroubova, Claude Bessy, Attilio Labis, Cyril Atanassoff, Delphine Moussin                                                                 | réalisateur, producteur et scénariste                                                                              |
| 2009      | court métrage doc. | Huit et demi en six mémos                                                               | Philippe Berodot, Aldo Carotenutto, Dominique Delouche | lui-même |
| 2009      | série TV doc.      | Il était une fois..., 2009 : épisode La dolce vita                                      | | lui-même |
| 2011      | long métrage doc.  | Balanchine in Paris                                                                     | Ghislaine Thesmar, Isabelle Ciaravola, Lucia Lacarra, Myriam Ould-Braham, Hervé Moreau                                                                       | réalisateur |

### Théâtre
| Année | Genre         | Titre                              | Auteur                                     | Lieu                                                                                       | Note                                               |
| ----- | ------------- | ---------------------------------- | ------------------------------------------ | ------------------------------------------------------------------------------------------ | -------------------------------------------------- |
| 1971  | opéra         | Béatris de Planissolas             | Jacques Charpentier                        | Ancien Archevêché au cours du : 24e Festival international d'art lyrique d'Aix-en-Provence | metteur en scène                                   |
| 1972  | drame         | Esther                             | Jean Racine                                | Église Saint-Gervais-Saint-Protais de Paris au cours du Festival du Marais                 | metteur en scène, costume designer                 |
| 1974  | opéra         | Didon et Énée                      | Henry Purcell                              | Opéra royal du château de Versailles                                                       | metteur en scène, chef décorateur                  |
| 1977  | comédie       | Le Triomphe de l'amour             | Pierre de Marivaux                         | Comédie-Française, Paris                                                                   | chef décorateur et créateur des costumes           |
| 1978  | oratorio      | Juditha Triumphans                 | Antonio Vivaldi                            | Grand Théâtre (Bordeaux)                                                                   | metteur en scène                                   |
| 1978  | opéra-comique | Le Roi malgré lui                  | Emmanuel Chabrier                          | Théâtre du Capitole, Toulouse                                                              | metteur en scène                                   |
| 1978  | opéra         | Werther                            | Jules Massenet                             | Théâtre national de l'Opéra-Comique, Paris : 1982: Théâtre Graslin, Nantes                 | metteur en scène, chef décorateur                  |
| 1983  | opéra         | Le Medium                          | Gian Carlo Menotti                         | Théâtre Graslin, Nantes                                                                    | metteur en scène, décorateur                       |
| 1983  | opéra         | Amahl et les visiteurs de la nuit  | Gian Carlo Menotti                         | Théâtre Graslin, Nantes                                                                    | auteur du texte, metteur en scène, chef décorateur |
| 1984  | opéra-comique | Manon Lescaut                      | Théâtre philharmonique de Vérone, (Italie) | Daniel-François-Esprit Auber                                                               | metteur en scène                                   |
| 1985  | tragédie      | Bajazet                            | Jean Racine                                | Théâtre Silvia-Monfort, Paris                                                              | metteur en scène, chef décorateur                  |
| 1985  | drame         | Le Monologue d'Adramelech          | Valère Novarina                            | Opéra Bastille, Paris, 1986: Théâtre Municipal, Annecy, Caen                               | metteur en scène                                   |
| 1989  | ballet        | La Fille mal gardée                | Jean Dauberval / Ivo Cramér                | Ballet de l'Opéra de Nantes                                                                | chef décorateur                                    |
| 1992  | ballet        | Figaro eller Almaviva och kärleken | Louis Duport / Ivo Cramér                  | Théâtre du château de Drottningholm, Stockholm (Suède)                                     | chef décorateur                                    |
| 1992  | ballet        | Jason et Médée                     | Jean-Georges Noverre / Ivo Cramér          | Ballet de l'Opéra national du Rhin Mulhouse                                                | chef décorateur                                    |
| 1994  | opéra         | Orlando Paladino                   | Joseph Haydn                               | Théâtre du château de Drottningholm, Stockholm (Suède)                                     | chef décorateur                                    |
| 1994  | opéra-ballet  | Il Pastor Fido                     | Georg Friedrich Haendel                    | Badisches Staatstheater Karlsruhe, Händel-Festspiele (Allemagne)                           | costume designer                                   |

## Publications
- Geneviève Agel et Dominique Delouche (préf. Roberto Rossellini), Les Chemins de Fellini : suivi du Journal d'un Bidoniste, Paris, Éditions du Cerf, coll. « Collection 7e art », 1956, 160 p.
- Dominique Delouche, Corps glorieux, Tournai, la Renaissance du livre, coll. « Paroles d'aube », 2003, 111 p. (ISBN 2-8046-0786-0)
- Dominique Delouche, Mes felliniennes années : 1954-1960, Paris, P.A.S., coll. « Cinéma », 2007, 194 p. (ISBN 978-2-9527738-1-2)
- Dominique Delouche en collaboration avec Florence Poudru, Violette Verdy, Pantin, Centre national de la danse, coll. « Parcours d'artistes », 2008, 185 p. (ISBN 978-2-914124-36-2)
- Dominique Delouche, Max & Danielle : les années Darrieux de Max Ophuls, Grandvilliers, la Tour verte, coll. « Collection La Muse celluloïd », 2011, 132 p. (ISBN 978-2-917819-08-1)
- Dominique Delouche, Visconti : le prince travesti, Paris, Hermann, coll. « Vert paradis », 2013, 108 p. (ISBN 978-2-7056-8719-9)
- Dominique Delouche, Zoé Valdés et Jean-Max Méjean, Giulietta Masina : la muse de Fellini, Grandvilliers, la Tour verte, coll. « Collection La Muse celluloïd », 2013, 145 p. (ISBN 978-2-917819-18-0)
- Dominique Delouche, La dernière place, Paris, Orizons, coll. « Témoins-témoignages », 2015, 188 p. (ISBN 979-10-309-0042-2)

## Distinctions

### Décoration
- Chevalier de l'ordre des Arts et des Lettres

| Récompenses | Récompenses | Récompenses |
| --- | ----------- | ----------- |
| 1963 : grand prix du Festival de Prades (Pyrénées-Orientales) : Edith Stein (1962) |             |             |
| 1963 : grand prix de la 8e édition du Festival international du film de Valladolid (Espagne) : La messe sur le monde de Teilhard de Chardin (1963)                                                                              |             |             |
| 1964 : Orchidée d’Or du Festival de Nervi (Festival internazionale del balletto di Nervi) (Italie) : L'adage (1964) |             |             |
| 1964 : Gondole d'argent de la 25e édition de la Festival du Cinéma de Venise (Italie) : L'adage (1964) |             |             |
| 1966 : Gondole d'argent de la 27e édition de la Festival du Cinéma de Venise (Italie) : Dina chez les rois (1966) |             |             |
| 1966 : Piatto d’argento de la 27e édition du Festival International de film Documentaire (Mostra Internazionale del Film Documentario) de la 27e édition de la Festival du Cinéma de Venise (Italie) : Avec Claude Monet (1966) |             |             |
| 1967 : grand prix du Festival Cortina d’Ampezzo (Italie) : Aquarelle (1966) |             |             |
| 1968 : Hauptpreis du Festival international du court métrage d'Oberhausen (Allemagne) : But (1967) |             |             |
| 1968 : prix de la meilleure mise en scène de la 2e édition du Festival international de films sportifs et touristiques de Kranj (Mednarodni festival športnih in turističnih filmov) (Yougoslavie) : But (1967)                 |             |             |
| 1971 : prix Max-Ophüls : L'Homme de désir (1969) |             |             |
| 1974 : grand prix du meilleur court-métrage du Cork Film Festival (Irlande) : La mort du jeune poète (1974) |             |             |
| Nominations et sélection officielle en compétition |             |             |
| 1961 : sélection officielle de la 11e édition du Festival international du film de Berlin (Allemagne) : Maurice Gendron, la Métamorphose du violoncelle (1961)                                                                  |             |             |
| 1961 : sélection officielle de la 22e édition de la Festival du Cinéma de Venise (Italie) : Le spectre de la danse (1960) |             |             |
| 1968 : sélection officielle en compétition du Festival de Cannes 1968 : Vingt-quatre Heures de la vie d'une femme (1968) |             |             |
| 1979 : nomination pour la Palme d'or du court métrage de la 32e édition du Festival de Cannes : La dame de Monte Carlo (1979)                                                                                                   |             |             |
| 1989 : Venezia Risguardi — Omaggio a Jean Cocteau au 46e Festival du Cinéma de Venise (Italie) : La voix humaine (1970) |             |             |
| 2008 : sélection Cannes Classics 2008 : Vingt-quatre Heures de la vie d'une femme (1968) |             |             |
| Présentations |             |             |
| 1965 : présentation dans le cadre du programme « Films sur l'art » de la 4e Biennale de Paris : L'Adage (1964), Parade (1965)                                                                                                   |             |             |
| 2008 : présentation au 19e Festival Théâtres Au Cinéma, Bobigny (Seine-Saint-Denis) : Denise Duval revisitée, ou La "Voix" retrouvée (1999), La Dame de Monte-Carlo (1979)                                                      |             |             |
| 2009 : présentation au 6e Festival international «Kinodance», Saint-Pétersbourg (Russie) : Les cahiers retrouvés de Nina Vyroubova (1996)                                                                                       |             |             |